# Isla Muertos (ö i Costa Rica)
Isla Muertos är en ö i Costa Rica.   Den ligger i provinsen Puntarenas, i den västra delen av landet, 90 km väster om huvudstaden San José. Arean är 0,25 kvadratkilometer.
Terrängen på Isla Muertos är platt. Öns högsta punkt är 64 meter över havet. Den sträcker sig 0,7 kilometer i nord-sydlig riktning, och 0,7 kilometer i öst-västlig riktning.